# Cordillera Daen Lao
La cordillera Daen Lao (tailandés: ทิวเขาแดนลาว, birmano: Loi La) es una cordillera de las montañas Shan en el este de Birmania y el norte de Tailandia. La mayor parte de la cordillera se encuentra en el estado de Shan, con su límite norte cerca de la frontera con China, y se extiende hacia el sur a través de la frontera tailandesa, en el extremo norte de Tailandia.
Geológicamente, en la cordillera Daen Lao, como en los otras subcadenas meridionales de las colinas Shan, las capas de aluvión se superponen a la roca dura.

## Geografía
La cordillera se extiende al este del Salween hasta casi llegar a la zona del Triángulo de Oro, separando la cuenca del Salween de la del Mekong. En su extremo sur, la subcordillera Thanon Thong Chai (เทือกเขาถนนธงชัย) se extiende hacia el sur de Tailandia, entre el río Sai, al este, y el río Pai, al oeste; este último separa el Daen Lao de la cordillera Thanon Thong Chai. Algunos geógrafos incluyen la subcordillera Thanon Thong Chai como parte de la cordillera Daen Lao. La cordillera Khun Tan también se extiende hacia el sur de la cordillera Daen Lao, paralela a la cordillera Thanon Thong Chai, pero difiere geológica y estructuralmente de esta última.
El extremo occidental de la cordillera no está claramente definido. Las elevaciones oscilan entre 400 y 2500 m. El punto más alto es Loi Pangnao de 2.563 m en Birmania, con una prominencia de 1.596 m, uno de los picos ultra prominentes del sudeste asiático. En el lado tailandés, el punto más alto es Doi Pha Hom Pok de 2285 m. Doi Chiang Dao (2175 m), Doi Puk Phakka (1794 m), Doi Nang Non, una formación kárstica en la provincia de Chiang Rai, Doi Tung, Doi Ang Khang y Doi Wao, donde se encuentra th, así como las montañas que rodean el pueblo de Santikhiri (Doi Mae Salong) también son parte de esta cordillera.

## Historia
Históricamente, el área ha estado escasamente poblada. Solo algunas tribus de las montañas, como los Wa, Akha, Yao, Lahu y Lisu, vivían en pequeñas aldeas dispersas a lo largo de la cordillera.
Muchos shan creen que el rey Naresuan fue incinerado en la cordillera de Daen Lao, en el sur del estado de Shan, y sus cenizas fueron enterradas en una estupa en Mongton. 
Hasta el decenio de 1990, uno de los principales cultivos en altitudes superiores a los 1.000 m era el opio. En el lado de la cordillera controlada por el gobierno tailandés, la construcción de carreteras que llegan a áreas remotas y una vigilancia policial cada vez más eficiente aseguraron cierto éxito de los programas de reemplazo de opio en los últimos años. 
Debido a los disturbios en Birmania, el Ejército de la Alianza Democrática Nacional (NDAA) y otros grupos buscaron refugio y una base para su insurgencia en estas montañas. Los combates y la consiguiente persecución por parte del Tatmadaw  han provocado la huida de parte de la población original.  Se han establecido algunos campos de refugiados transfronterizos en el lado tailandés de la cordillera. Algunas comunidades kayah y karen, como los "karen de cuello largo", son visitadas regularmente por grupos turísticos organizados.

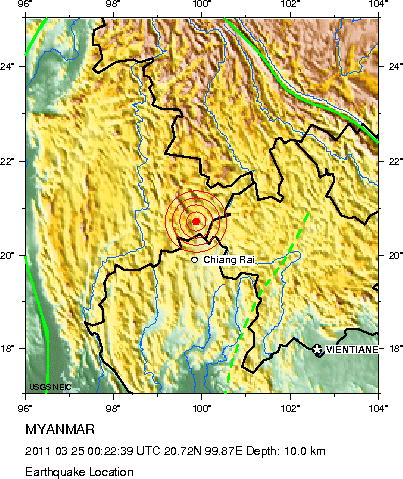
Lugar del terremoto del 25 de marzo de 2011 en Birmania

La estación agrícola real de Ang Khang se encuentra en las montañas de la cordillera. Fue fundada en 1969 por el Rey de Tailandia y destaca por su clima templado que permite el cultivo de flores y frutos característicos de climas más fríos.
En marzo de 2011 se produjo un terremoto de magnitud 5 en el lado birmano de la cordillera con epicentro al norte de la ciudad de Chiang Rai. Hubo más de 70 muertos y más de cien heridos

## Áreas protegidas

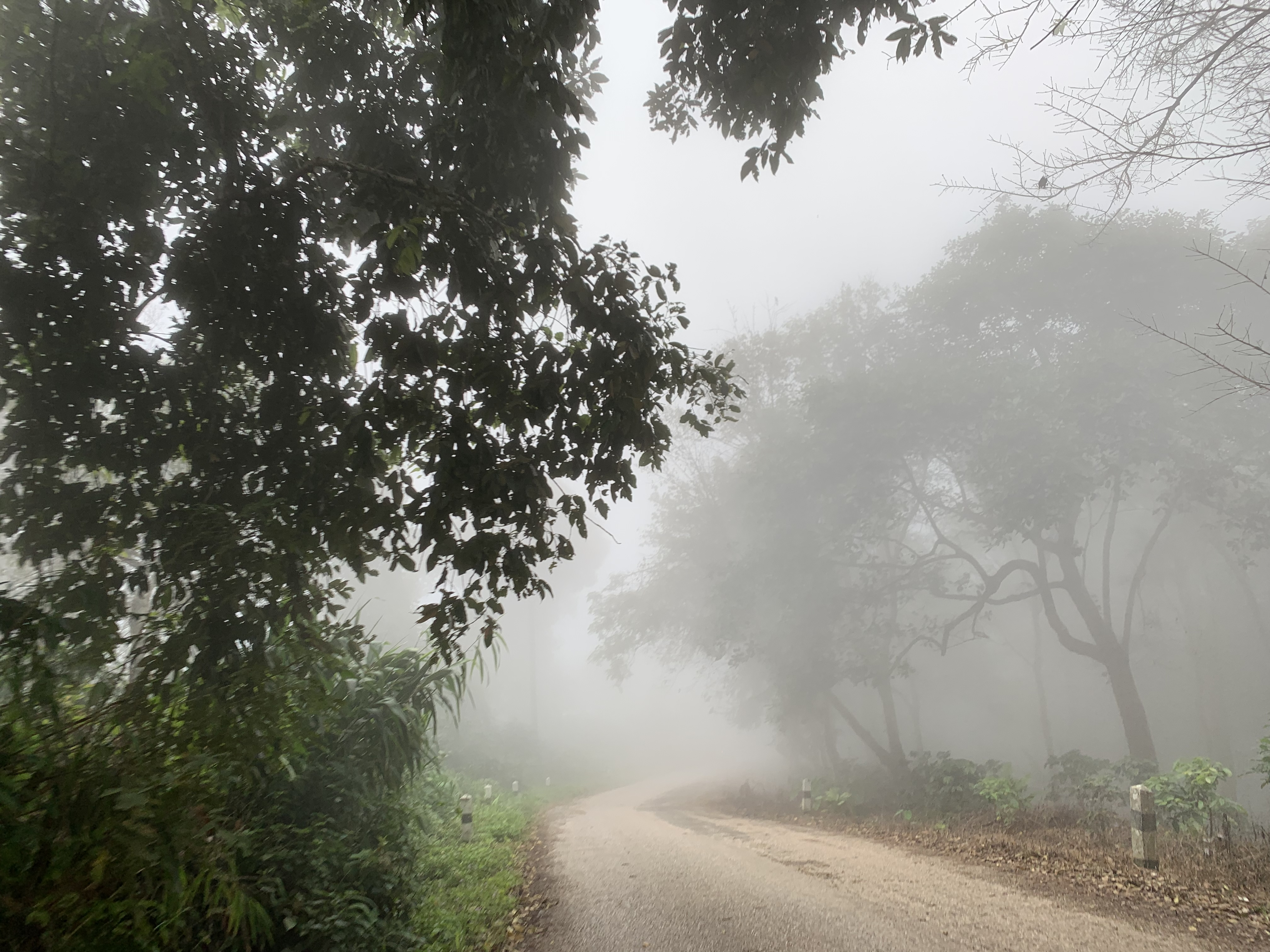
Una carretera a través de Doi Chang Mup a lo largo de la frontera entre Myanmar y Tailandia de Daen Lao en la provincia de Chiang Rai.

### Birmania
- Parque nacional de Loimwe
- Reserva de Vida Silvestre Pasa

### Tailandia
- Parque nacional Lam Nam Kok
- Santuario de vida silvestre de Chiang Dao
- Parque nacional de Doi Pha Hom Pok
- Parque nacional de Huai Nam Dang
- Parque nacional de Pha Daeng
- Parque nacional de Tham Pla-Namtok Pha Suea